# 算術級数定理
算術級数定理（さんじゅつきゅうすうていり、theorem on arithmetic progressions）は、初項と公差が互いに素である算術級数(等差数列)には無限に素数が存在する、という定理である。ペーター・グスタフ・ディリクレが1837年にディリクレのL関数を用いて初めて証明した。そのため、定理はしばしばディリクレの算術級数定理と呼ばれる。

## 概要
定理の言い換えとして、{\displaystyle \gcd(a,b)=1} である自然数 a, b に対し、{\displaystyle an+b} (n は自然数)と書ける素数が無限に存在する、としてもよい。さらに、そのような素数の逆数和は発散し、 x以下の該当する素数の逆数の和は{\displaystyle \sim (\log \log x)/\varphi (a)}を満たす。
この定理はガウスが予想したとされるが、証明は1837年にディリクレがL関数を導入して行った。
ユークリッドによる素数が無限に存在するという定理を越えて、近代の数学が大きく進歩したことを示した。

## 算術級数の素数定理
公差が a である等差数列は初項を 1 から {\displaystyle a-1} の間に取るときその初項が a と互いに素であるものが {\displaystyle \varphi (a)} 通りある。ここで {\displaystyle \varphi (a)} はオイラーのφ関数である。これら {\displaystyle \varphi (a)} 個の等差数列に素数はそれぞれほぼ均等に分布している。素数定理の拡張として、次のように書ける。
初項 b と公差 a が互いに素である等差数列に含まれる素数で、x 以下のものの数を {\displaystyle \pi _{a,b}(x)} で表すとき、
{\displaystyle \pi _{a,b}(x)\sim {\frac {1}{\varphi (a)}}\mathrm {Li} (x)}
ディリクレが算術級数定理を証明した当時、素数定理もまだ証明されていなかったためこの形は予想に過ぎなかったが、後に素数定理と同様にシャルル＝ジャン・ド・ラ・ヴァレー・プーサンによって証明された。この定理を算術級数の素数定理と呼ぶ。

## 証明
素数が無数に存在するということは古代から知られてきた事実であるが、ゼータ関数のオイラー乗積表示にも端的に顕われている。
{\displaystyle \zeta (s)=\sum _{n=1}^{\infty }{\frac {1}{n^{s}}}=\prod _{p}{\frac {1}{1-p^{-s}}}}
この左辺のゼータ関数は{\displaystyle s=1}に極を持つから、右辺も発散しなければならず、そのためには無限個の素数が存在しなければならない。これに倣い、任意の算術級数に含まれる素数で構成された総和が発散することをもってディリクレの算術級数定理が証明される。

### 記号
以下の記号を用いる。
- {\displaystyle (d,n)}は{\displaystyle d}と{\displaystyle n}の最大公約数を表す。
- {\displaystyle \varphi (d)}はオイラー関数(totient)を表す。
- {\displaystyle \chi }はディリクレ指標(Dirichlet's characteristic)を表す。
- {\displaystyle \sum _{p}}は全ての素数について和を取ることを示す。
- {\displaystyle \sum _{p\equiv {k}}}は法{\displaystyle d}で{\displaystyle k}と合同な全ての素数について和を取ることを示す。
- {\displaystyle \sum _{\chi }}は法{\displaystyle d}の全てのディリクレ指標について和を取ることを示す。

### ディリクレ指標
整数から複素数への写像{\displaystyle \chi :\mathbb {Z} \mapsto \mathbb {C} }で下記の性質を満たすものを法{\displaystyle d}のディリクレ指標という。
{\displaystyle (d,n)=1\Leftrightarrow \chi (n)\neq 0}
{\displaystyle \chi (n_{1})\chi (n_{2})=\chi (n_{1}n_{2})}
{\displaystyle \chi (n+d)=\chi (n)}
特に、{\displaystyle \chi _{0}(n)\neq 0}ならば{\displaystyle \chi _{0}(n)=1}となる{\displaystyle \chi _{0}(n)}を自明な指標と呼ぶ。
正の整数{\displaystyle d}につき{\displaystyle \varphi (d)}個のディリクレ指標があり、それらは群を成す。ディリクレ指標には直交性がある。
{\displaystyle \sum _{n=1}^{d}\chi (n)={\begin{cases}\varphi (d)&\chi =\chi _{0}\\0&\chi \neq \chi _{0}\end{cases}}}
{\displaystyle \sum _{\chi }\chi (n)={\begin{cases}\varphi (d)&n\equiv 1\\0&n\not \equiv 1\end{cases}}}

### ディリクレ級数
次式の形の級数をディリクレ級数という。
{\displaystyle \sum _{n=1}^{\infty }{\frac {a_{n}}{n^{s}}}}
ディリクレ級数は、
{\displaystyle \left|\sum _{n=1}^{\infty }{\frac {a_{n}}{n^{s}}}\right|\leq \sup {|a_{n}|}\sum _{n=1}^{\infty }{\frac {1}{n^{\Re {s}}}}\leq \sup {|a_{n}|}\left(1+\int _{u=1}^{\infty }{\frac {du}{u^{\Re {s}}}}\right)}
であるから、{\displaystyle a_{n}}が有界であれば{\displaystyle \Re {s}>1}で絶対収束し、{\displaystyle \Re {s}>1}のコンパクトな部分領域で絶対一様収束する。更に、
{\displaystyle \sum _{n=N}^{M}{\frac {a_{n}}{n^{s}}}=\sum _{n=N}^{M}\sum _{m=1}^{n}a_{m}\left({\frac {1}{n^{s}}}-{\frac {1}{(n+1)^{s}}}\right)-\sum _{m=1}^{N-1}{\frac {a_{m}}{N^{s}}}+\sum _{m=1}^{M}{\frac {a_{m}}{(M+1)^{s}}}}
{\displaystyle \left|{\frac {1}{n^{s}}}-{\frac {1}{(n+1)^{s}}}\right|=\left|s\int _{u=n}^{n+1}{\frac {du}{u^{s+1}}}\right|\leq |s|\int _{u=n}^{n+1}{\frac {du}{u^{\Re {s}+1}}}\leq {\frac {|s|}{\Re {s}}}\left({\frac {1}{n^{\Re {s}}}}-{\frac {1}{(n+1)^{\Re {s}}}}\right)={\frac {|s|}{\Re {s}}}O\left(n^{\Re {s}+1}\right)}
であるから、{\displaystyle \sum {a_{n}}}が有界であれば{\displaystyle \Re {s}>0}で収束し、{\displaystyle \Re {s}>0}のコンパクトな部分領域で一様収束する。

### ディリクレのエル関数
ディリクレ指標{\displaystyle \chi }によるディリクレ級数で定義される関数をディリクレのエル関数という。
{\displaystyle L(s,\chi )=\sum _{n=1}^{\infty }{\frac {\chi (n)}{n^{s}}}}
右辺のディリクレ級数は{\displaystyle \Re {s}>1}で絶対収束する。また、{\displaystyle \chi \neq \chi _{0}}であれば、指標の直交性により{\displaystyle \left|\sum \chi (n)\right|{\leq }\varphi (d)}であるから、{\displaystyle L(s,\chi )}は{\displaystyle \Re {s}>0}で一様収束して正則である。{\displaystyle L(s,\chi _{0})}については、法{\displaystyle d}と素な素数{\displaystyle q}を任意に選び、
{\displaystyle Q(s)=\left(1-{\frac {q}{q^{s}}}\right)L(s,\chi _{0})=\sum _{n=1}^{\infty }{\frac {\chi _{0}(n)}{n^{s}}}-\sum _{m=1}^{\infty }{\frac {q\chi _{0}(m)}{(qm)^{s}}}=\sum _{n=1}^{\infty }{\frac {b_{n}}{n^{s}}}}
{\displaystyle b_{n}={\begin{cases}\chi _{0}(n)-q\chi _{0}(n/q)&q|n\\\chi _{0}(n)&{\mbox{otherwise}}\end{cases}}}
とすると{\displaystyle \left|\sum {b_{n}}\right|{\leq }q\varphi (d)}であるから、{\displaystyle Q(s)}は{\displaystyle \Re {s}>0}で一様収束して正則である。従って、
{\displaystyle L(s,\chi _{0})={\frac {Q(s)}{1-{\frac {q}{q^{s}}}}}}
は{\displaystyle s=1+2{\pi }in/\log {q}}に高々位数1の極を持つことを除き{\displaystyle \Re {s}>0}で正則である。整数の素因数分解の一意性と{\displaystyle \chi (n_{1})\chi (n_{2})=\chi (n_{1}n_{2})}により
{\displaystyle L(s,\chi )=\sum _{n=1}^{\infty }{\frac {\chi (n)}{n^{s}}}=\prod _{p}\left(1+\sum _{k=1}^{\infty }{\frac {\chi (p^{k})}{p^{ks}}}\right)=\prod _{p}{\frac {1}{1-{\frac {\chi (p)}{p^{s}}}}}\qquad (\Re {s}>1)}
と表され、これをエル関数のオイラー乗積表示という。

### 補題
{\displaystyle L(1,\chi )\neq 0}である。この補題は算術級数定理の証明の要である。この補題については複数の証明が知られているが、ここでは全面的に複素関数論に頼りながら比較的簡潔な証明を示す。複素関数論の中でも次に挙げる事実が特に重要となる。
- 正則関数の列が一様収束するとき、その極限は正則関数である。
- 局所的に一致する正則関数は大域的にも一致する。
- 正則関数の零点の位数は整数である。

既に示したように、{\displaystyle L(s,\chi _{0})}が{\displaystyle s=1}に高々位数1の極を持つことを除き{\displaystyle L(s,\chi )}は正の実軸上で正則である。従って、
{\displaystyle \lambda (s)=\prod _{\chi }L(s,\chi )}
は{\displaystyle s=1}に高々位数1の極を持つことを除き正の実軸上で正則である。対数を取ると
{\displaystyle {\begin{aligned}\log \lambda (s)&=\log \prod _{\chi }\prod _{p}{\frac {1}{1-\chi (p)p^{-s}}}\\&=\sum _{\chi }\sum _{p}\log {\frac {1}{1-\chi (p)p^{-s}}}\\&=\sum _{\chi }\sum _{p}\sum _{n\geq 1}\chi (p^{n})p^{-ns}\\&=\sum _{p}\sum _{n\geq 1}{\frac {\sum _{\chi }\chi (p^{n})}{(p^{n})^{s}}}\\&=\sum _{k\geq 2}{\frac {c_{k}}{k^{s}}}\\\end{aligned}}}
{\displaystyle c_{k}={\begin{cases}\sum _{\chi }\chi (k),&k\in \{p^{n}\}\\0,&{\mbox{otherwise}}\\\end{cases}}}
となるが、{\displaystyle \{c_{k}\}}が有界であるから右辺は{\displaystyle \Re {s}>1}で絶対収束する。
{\displaystyle {\begin{aligned}\sum _{k\geq 2}{\frac {c_{k}}{k^{s}}}&=\sum _{k\geq 2}{\frac {c_{k}}{k^{2}k^{s-2}}}\\&=\sum _{k\geq 2}{\frac {c_{k}}{k^{2}}}e^{-(\log {k})(2-s)}\\&=\sum _{k\geq 2}{\frac {c_{k}}{k}}\sum _{m=0}^{\infty }{\frac {(\log {k})^{m}}{m!}}(2-s)^{m}\\\end{aligned}}}
は少なくとも{\displaystyle 1<s<2}で絶対収束するから、和の順序を交換してテイラー級数
{\displaystyle \sum _{k\geq 2}{\frac {c_{k}}{k^{s}}}=\sum _{m=0}^{\infty }\left(\sum _{k\geq 2}{\frac {c_{k}(\log {k})^{m}}{k}}\right){\frac {(2-s)^{m}}{m!}}}
が得られる。テイラー級数は収束円内で絶対収束するから、その収束円の半径を{\displaystyle r}とすると、和の順序を交換した左辺のディリクレ級数も{\displaystyle |2-s|<r}で収束する。しかし、{\displaystyle s=1/\varphi (d)}を代入すると、
{\displaystyle {\begin{aligned}\sum _{k\geq 2}{\frac {c_{k}}{k^{1/\varphi (d)}}}&=\sum _{p}\sum _{n\geq 1}{\frac {\sum _{\chi }\chi (p^{n})}{(p^{n})^{1/\varphi (d)}}}\\&\geq \sum _{p}\sum _{m\geq 1}{\frac {\sum _{\chi }\chi (p^{m\varphi (d)})}{(p^{m\varphi (d)})^{1/\varphi (d)}}}=\sum _{p}\sum _{m\geq 1}{\frac {\sum _{\chi }\chi ^{\varphi (d)}(p^{m})}{(p^{m})}}=\sum _{p}\sum _{m\geq 1}\varphi (d)\end{aligned}}}
となって発散する。従って、{\displaystyle r<2}である。{\displaystyle |2-s_{0}|=r}となる特異点{\displaystyle s_{0}}があり、
{\displaystyle \log \lambda (s_{0})=\sum _{k\geq 2}{\frac {c_{k}}{k^{s_{0}}}}}
は発散する。仮りに{\displaystyle \Im {s_{0}}\neq 0}であるとすれば、
{\displaystyle \left|\sum _{k\geq 2}{\frac {c_{k}}{k^{s_{0}}}}\right|\leq \left|\sum _{k\geq 2}{\frac {c_{k}}{k^{\Re {s_{0}}}}}\right|}
であるから、{\displaystyle \log \lambda (s_{0})}が発散するためには{\displaystyle \log \lambda (\Re {s_{0}})}が発散しなければならない。しかし、{\displaystyle \Re {s_{0}}}は収束円の内部にあるから{\displaystyle \log \lambda (\Re {s_{0}})}は収束する。従って、{\displaystyle \Im {s_{0}}=0}である。{\displaystyle \forall {k},c_{k}\geq 0}であるから、級数が収束するかぎり、実軸上では{\displaystyle \log \lambda (s)\geq 0}であり、{\displaystyle \lambda (s)\geq 1}である。従って、{\displaystyle \lambda (s_{0})}は極でなければならず、そのためには{\displaystyle s_{0}=1}であり、{\displaystyle L(1,\chi _{0})=\infty }であり、且つ、他は全て{\displaystyle L(1,\chi )\neq 0}でなければならない。

### 算術級数定理の証明
{\displaystyle d,k}を互いに素な整数とするとき、算術級数{\displaystyle dn+k}が無数の素数を含むことを示す。エル函数のオイラー乗積表示の対数を取り、
{\displaystyle {\begin{aligned}\log {L(s,\chi )}&=\log \prod _{p}{\frac {1}{1-\chi (p)p^{-s}}}=\sum _{p}\sum _{n\geq 1}{\frac {\chi (p^{n})}{p^{ns}}}\qquad (s>1)\\&=\sum _{p}{\frac {\chi (p)}{p^{s}}}+O(1)\\&=\sum _{j=1}^{d}\chi (j)\sum _{p\equiv {j}}{\frac {1}{p^{s}}}+O(1)\\\end{aligned}}}
である。{\displaystyle {\overline {\chi }}(k)}を乗して総和を取り、ディリクレ指標の直交性により、
{\displaystyle {\begin{aligned}\sum _{\chi }{\overline {\chi }}(k)\log {L(s,\chi )}&=\sum _{\chi }\sum _{j=1}^{d}{\overline {\chi }}(k)\chi (j)\sum _{p\equiv {j}}{\frac {1}{p^{s}}}+O(1)\qquad (s>1)\\&=\sum _{\chi }\sum _{j=1}^{d}\chi (j{\overline {k}})\sum _{p\equiv {j}}{\frac {1}{p^{s}}}+O(1)\\&=\varphi (d)\sum _{p\equiv {k}}{\frac {1}{p^{s}}}+O(1)\\\end{aligned}}}
である。但し、{\displaystyle {\overline {\chi }}(k)}は{\displaystyle \chi (k)}の複素共役を表す。補題により、{\displaystyle L(s,\chi _{0})}は{\displaystyle s=1}に極を持ち、他の{\displaystyle L(s,\chi )}は{\displaystyle s=1}で正則であり、且つ、{\displaystyle L(1,\chi )\neq 0}であるから、左辺は{\displaystyle s=1}で有界ではない。従って、右辺も{\displaystyle s\to 1+}で発散しなければならず、そのためには{\displaystyle p\equiv k}となる素数が無数に存在しなければならない。